# Austrolimnophila (Austrolimnophila) brevicellula
Austrolimnophila (Austrolimnophila) brevicellula is een tweevleugelige uit de familie steltmuggen (Limoniidae). De soort komt voor in het Palearctisch gebied.